# 老婆心
| ウィキペディアには「老婆心」という見出しの百科事典記事はありません（タイトルに「老婆心」を含むページの一覧/「老婆心」で始まるページの一覧）。 代わりにウィクショナリーのページ「老婆心」が役に立つかもしれません。 |